# 蕭元簡
蕭 元簡（しょう げんかん、生年不詳 - 519年）は、南朝梁の皇族。衡陽孝王。字は煕遠。

## 経歴
武帝蕭衍の四弟の蕭暢の子として生まれた。天監3年（504年）、衡陽郡王の封を嗣ぎ、中書郎に任じられ、会稽郡太守として出向した。天監13年（514年）、入朝して給事黄門侍郎となり、持節・都督広交越三州諸軍事・平越中郎将・広州刺史として赴任した。召還されて太子中庶子となり、使持節・都督郢司霍三州諸軍事・信武将軍・郢州刺史に転じた。天監18年（519年）1月、郢州で死去した。諡は孝といった。
子の蕭献（蕭俊とも）が後を嗣いだ。

## 伝記資料
- 『梁書』巻23 列伝第17
- 『南史』巻51 列伝第41